# Dórové

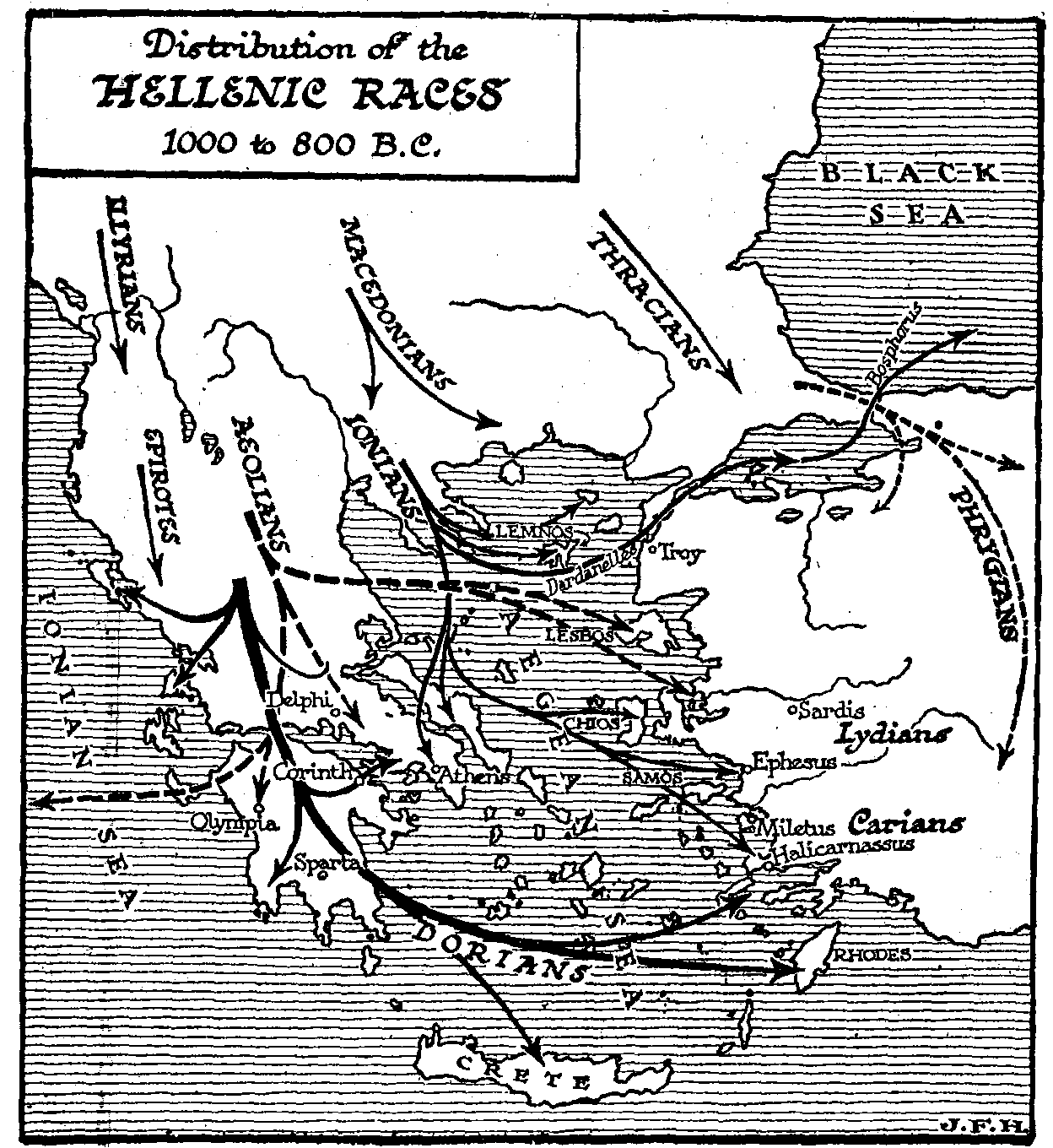
Mapa invaze helénských kmenů z let 1000–800 př. n. l.

Mapa dialektů starověkého Řecka, dórské území položeno světle hnědou barvou

Dórové (řecky: Δωριεῖς, Dōrieis, singulár Δωριεύς, Dōrieus) byli jedním z hlavních kmenů starověkého Řecka, vedle Achájů, Iónů a Aiólů.

## Charakteristika
Mytickým zakladatelem kmene Dórů měl být podle pověsti Dóros, jeden ze tří synů praotce Helléna, patriarcha Helénů. Dalšími syny byli Aiolos a Xúthos (který byl otcem Ióna a Achaia). Dórové se odlišovali vlastním dialektem řečtiny, charakteristickými tradicemi a společenskou strukturou. Původně, tj. v 16.–12. století př. n. l. sídlili na hornatém severu a severozápadě Řecka, v sousedství Illyrů, v Makedonii a v Épeiru. Z ne zcela jasných příčin koncem 2. tisíciletí př. n. l. došlo k jejich migraci na jih na Peloponés a Egejské ostrovy, částečně na jihozápadní pobřeží Malé Asie na území (Doridy) a do tzv. Velkého Řecka (dnešního jižního pobřeží Itálie). Svou invazí zničili mykénskou kulturu Achájů.
Na počátku klasického období starověkého Řecka, v 5. století př. n. l., byli Dórové a Iónové dvěma nejpočetnějšími a nejvýznamnějšími řeckými etniky, jejichž soupeření vrcholilo Peloponéskou válkou. V té byli Dórové reprezentováni Spartou a dalšími členy Peloponéského spolku.

## Dórská invaze

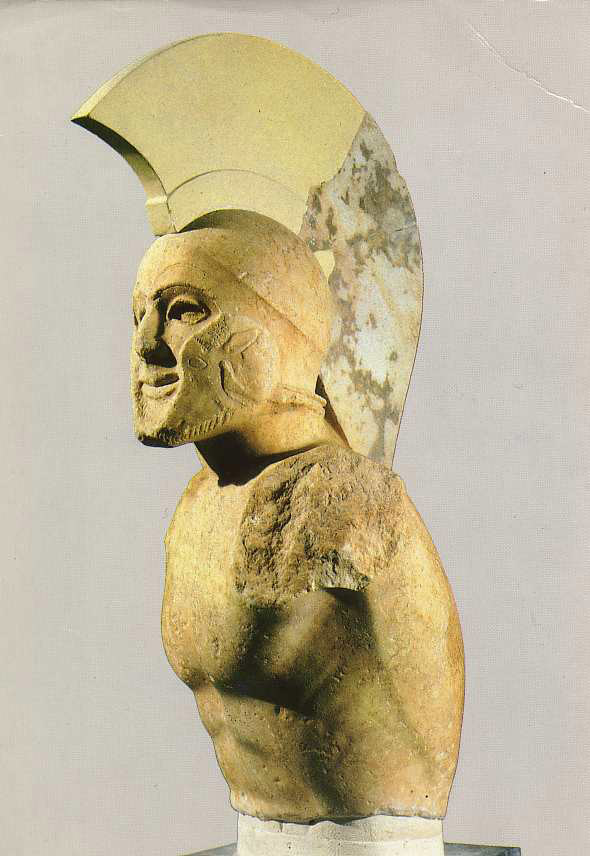
Dórský hoplít, torzo sochy, pravděpodobně spartského krále Leonida I., mramor, 5. stol. př. n. l.

Dórská invaze je moderní historický pojem, snažící se postihnout:
- Změnu nářečí a tradic v jižním Řecku před klasickým obdobím.
- Rozšíření Dórů v řeckém klasickém období.
- Skutečnost, že se Dórové v Řecku vůbec vyskytovali.

Řecké legendy uvádějí, že se Dórové zmocnili Peloponéského poloostrova při události pojmenované „návrat Héraklea“, o které se klasičtí historikové domnívají, že je zřejmě z části podložena skutečností. I přesto však průběh šíření dórské kultury na ostrovy Středozemního moře, jako je například Kréta, není zcela objasněn. Mnoho historiků také pochybuje, že tato invaze byla skutečným důvodem pádu Mykénské civilizace.

### Post-migrační rozšíření Dórů
Přestože se většina Dórů usadila na Peloponéském poloostrově, je zřejmé, že se rozšířili i na Rhodos a na Sicílii. Na užším území Řecka byla čtyři města (dórská tetrapolis): Boion, Erineos, Pindos (Akyphas) a Kytenion. Mimo pevninské Řecko vznikla dórská hexapolis – šestice velkých dórských měst, mezi něž patřily Halikarnassos a Knidos v Malé Asii, Kos na stejnojmenném ostrově a Lindos, Kamiros a Ialysos na ostrově Rhodos. Těchto šest měst soupeřilo s ostatními iónskými městy v Malé Asii. Dórové obsadili také Krétu.
S dórskou invazí se spojuje také vznik a rozvoj řecké sloupové architektury dórského řádu a dórský oděv.